# Неккер, Жак
Жак Некке́р (фр. Jacques Necker, 30 сентября 1732, Женева — 9 апреля 1804, Коппе) — французский государственный деятель женевского происхождения, протестант, министр финансов. Отец писательницы Жермен де Сталь.

## Биография
Родился в Женеве, где его отец, бранденбургский уроженец, был профессором.
В 1750 году он переселился в Париж, где во время правления Шуазеля приобрёл банкирскими операциями огромное состояние. Дом его был местом собраний образованных и знатных людей. В качестве министра-резидента родного города он завязал близкие отношения с французским правительством, которому часто ссужал деньги.
В своем сочинении «Essai sur la législation et le commerce des grains» (Париж, 1775), наделавшем много шума, Неккер выразил взгляды, близкие к меркантилизму. Неккера поддерживал граф Морепа, государственный министр и главный советник короля Людовика XVI.
В июне 1776 года Неккер был назначен советником в ведомстве финансов, а через год стал во главе этого ведомства, но должность генерального контролёра ему, как протестанту, не присвоили. Без существенных перемен, Неккер умел, с помощью займов, покрывать расходы американской войны, пока, наконец, займы стали невозможны. Тогда, вернувшись к реформам Тюрго и бережливости, он настроил против себя двор и привилегированные сословия.
После «Compte rendu au roi» (П., 1781 год), где он отчитался перед нацией о состоянии финансов, Неккер был отправлен в отставку. Он вернулся в Женеву, купил себе имение в Коппе и издал сочинение «De l’administration des finances». В 1787 году он вернулся в Париж, но скоро был выслан оттуда. Летом 1788 года Людовик XVI был вынужден снова поставить Неккера во главе финансового ведомства.
В это время уже был решён созыв Генеральных штатов. Неккер не сумел завладеть инициативой. Он настоял, вопреки решению собрания нотаблей, чтобы третье сословие было созвано в двойном числе против высших сословий, но не обладал достаточной смелостью, чтобы установить поголовное, а не посословное голосование, и вследствие этого стал виновником конфликта между сословиями (см. Национальное собрание). Когда двор 23 июня 1789 года хотел аннулировать решение третьего сословия, объявившего себя Национальным собранием, и для этого устроил королевское заседание, Неккер отказался явиться в заседание, вследствие чего король дал ему отставку, с приказом немедленно покинуть пределы Франции.
Известие об отставке Неккера послужило поводом к восстанию 12–14 июля (см. Великая французская революция), и король вынужден был призвать его обратно. Когда Национальное собрание отвергло его план нового займа и приняло предложение Мирабо выпустить ассигнаты, Неккер подал в отставку (1790) и вернулся в Коппе. 
После Французской революции, после своей отставки Неккер удалился в Швейцарию в Шато де Коппе, где продолжил писать несколько своих работ, в том числе «Философские размышления о равенстве», написанные в 1793 году, во время Террора, но опубликованные только в 1820 году его внуком бароном де Сталем в его Полном собрании сочинений. Эти сочинения являются частью контрреволюционного движения, воплощенного также, например, в «Размышлениях о Французской революции» Берка, поскольку они критикуют принцип равенства и утопичность абстракции режима Революции.
Жак Неккер умер 9 апреля 1804 года вследствие остановки сердца.

### Семья
Был женат на Сюзанне Кюршо, известной как мадам Неккер, хозяйке салонов и писательнице, основательнице Больницы Неккера.
Дочь Жака Неккера и Сюзанн Куршо, Анна-Луиза Жермен де Сталь — известная французская писательница. Внук  Огюст-Луи де Сталь-Гольштейн.

## Сочинения
- «Sur l’administration de N., par lui-même» (Париж, 1791),
- «Réflexions adressées à la nation française», в оправдание короля, «Du pouvoir exécutif dans les grands États» (П., 1792),
- «De la révolution française» (П., 1796),
- «De l’importance des opinions religieuses»,
- «Dernières vues de politique et de finances» (П., 1802).

Его «Полное собрание сочинений» (Œuvres complètes) вышло в 1820—1822 годах.